# Kageki Shoujo!!
Kageki Shōjo!! (かげきしょうじょ！！) là một bộ manga sáng tác bởi Saiki Kumiko. Ban đầu, bộ truyện có tên là Kageki Shōjo! (かげきしょうじょ！ lúc này nhan đề chỉ có một dấu "!"), đăng tải từ năm 2012 đến 2014 trên tạp chí Jump Kai của Shueisha. Năm 2019, Hakusensha tái bản lại bộ truyện thành một tập tankōbon và lấy nhan đề là Kageki Shoujo!! Season Zero (かげきしょうじょ！！　シーズンゼロ). Năm 2015, Saiki sáng tác một phần manga hậu truyện có tên là Kangeki Shoujo!!, hiện đang được đăng tải trên tạp chí Melody của Hakusensha. Phiên bản anime chuyển thể từ truyện do hãng Pine Jam sản xuất được lên sóng truyền hình từ tháng 7 đến tháng 9 năm 2021.

## Nội dung
Được thành lập vào thời Taishō, đoàn ca nhạc kịch Kouka hội tụ những cô gái chưa kết hôn sẽ đảm nhận vai nam lẫn nữ trên sân khấu. Watanabe Sarasa – người có mơ ước diễn vai "Oscar-sama" từ Versailles no Bara – may mắn trúng tuyển vào học viện âm nhạc Kouka tại Kobe, nơi mà cô sẽ cố gắng phấn đấu để trở thành một ngôi sao danh giá trên sân khấu.

## Nhân vật
Watanabe Sarasa (渡辺さらさ)
Lồng tiếng bởi: Senbongi Sayaka
Một học sinh 15 tuổi đầy tham vọng tại học viện Kouka. Cô khác biệt so với các học sinh còn lại khi mang danh là học sinh cao nhất trường với chiều cao 1m78.
Ai Narata (奈良田愛)
Lồng tiếng bởi: Yumiri Hanamori
Một cựu thần tượng gặp vấn đề trong việc tin tưởng nam giới. Cô bị trục xuất khỏi nhóm nhạc JPX48 do một sự cố với người hâm mộ.
Sugimoto Sawa (杉本紗和)
Lồng tiếng bởi: Uesaka Sumire

Hoshino Kaoru (星野薫)
Lồng tiếng bởi: Taichi Yō
Yamada Ayako (山田彩子)
Lồng tiếng bởi: Sasaki Rico
Sawada Chika (沢田千夏 Sawada Chika)
Lồng tiếng bởi: Matsuda Risae
Sawada Chiaki (沢田千秋)
Lồng tiếng bởi: Matsuda Satsumi
Satomi Sei (里美星)
Lồng tiếng bởi: Nanami Hiroki
Nojima Hijiri (野島聖)
Lồng tiếng bởi: Hanazawa Kana
Nakayama Risa (中山リサ)
Lồng tiếng bởi: Komatsu Mikako
Takei Akemi (竹井朋美)
Lồng tiếng bởi: Terasaki Yuka
Ando Mamoru (安道守)
Lồng tiếng bởi: Suwabe Junichi
Một giáo viên dạy học tại Kouka. Anh nổi tiếng trong trường vì từng diễn vai "The Phantom" trong vở kịch Bóng ma trong nhà hát. Do gặp phải chấn thương nặng trong một buổi diễn, anh đã phải giải nghệ.
Narata Taichi (奈良田太一)
Lồng tiếng bởi: Kenji Nojima
Chú của Ai và là người đàn ông duy nhất mà Ai tin tưởng. Taichi cũng là một giáo viên dạy học tại Kouka.
Shirakawa Akiya (白川暁也)
Lồng tiếng bởi: Takanashi Kengo

Shirakawa Kōsaburō (白川煌三)
Lồng tiếng bởi: Koyasu Takehito
Cha của Sarasa.
Đại úy Anai (穴井一尉 Anai Ichii)
Lồng tiếng bởi: Wakamoto Norio

## Truyền thông

### Manga
Bộ truyện ban đầu có tên là Kageki Shōjo! (かげきしょうじょ！ lúc này nhan đề chỉ có một dấu "!") sáng tác bởi Saiki Kumiko, đăng tải trên tạp chí Jump Kai của Shueisha từ năm 2012 đến 2014 và được phát hành thành hai tập tankōbon. Năm 2019, Hakusensha tái bản lại bộ truyện thành một tập tankōbon lấy nhan đề là Kageki Shoujo!! Season Zero (かげきしょうじょ！！　シーズンゼロ Kageki Shōjo!! Shīzun Zero). Bản tái bản này được Seven Seas Entertainment mua bản quyền và phát hành tại Bắc Mỹ dưới nhan đề tiếng Anh Kageki Shojo!! The Curtain Rises.
Năm 2015, Saiki sáng tác một phần manga hậu truyện lấy tên là Kageki Shōjo!! (かげきしょうじょ！！), hiện đang được đăng tải trên tạp chí Melody của Hakusensha kể từ năm 2015. Seven Seas Entertainment phát hành bản dịch tiếng Anh của phần manga này tại Bắc Mỹ.

#### Các tập truyện
Kageki Shoujo!
| # | Ngày phát hành Tiếng Nhật | ISBN Tiếng Nhật   |
| - | ------------------------- | ----------------- |
| 1 | 10 tháng 5, 2013          | 978-4-088-79574-4 |
| 2 | 17 tháng 10, 2014         | 978-4-088-79896-7 |

Kageki Shoujo!! Season Zero
| # | Ngày phát hành Tiếng Nhật | ISBN Tiếng Nhật   |
| - | ------------------------- | ----------------- |
| 1 | 5 tháng 3, 2019           | 978-4-592-21214-0 |

Kageki Shoujo!!
| #  | Ngày phát hành Tiếng Nhật | ISBN Tiếng Nhật   |
| -- | ------------------------- | ----------------- |
| 1  | 5 tháng 11, 2015          | 978-4-592-21726-8 |
| 2  | 5 tháng 9, 2016           | 978-4-088-79896-7 |
| 3  | 5 tháng 12, 2016          | 978-4-592-21728-2 |
| 4  | 5 tháng 7, 2017           | 978-4-592-21729-9 |
| 5  | 5 tháng 3, 2018           | 978-4-592-21730-5 |
| 6  | 5 tháng 9, 2018           | 978-4-592-21866-1 |
| 7  | 5 tháng 3, 2019           | 978-4-592-21867-8 |
| 8  | 4 tháng 10, 2019          | 978-4-592-21868-5 |
| 9  | 5 tháng 3, 2020           | 978-4-592-21869-2 |
| 10 | 5 tháng 11, 2020          | 978-4-592-21870-8 |
| 11 | 5 tháng 7, 2021           | 978-4-592-22831-8 |
| 12 | 5 tháng 4, 2022           | 978-4-592-22832-5 |
| 13 | 4 tháng 1, 2023           | 978-4-592-22833-2 |
| 14 | 5 tháng 10, 2023          | 978-4-592-22834-9 |

### Anime
Phiên bản chuyển thể anime của truyện có nhan đề là Kageki Shojo!!, được thông báo ra mắt trong số tháng 12 của tạp chí Melody thuộc nhà xuất bản Hakusensha phát hành năm 2020. Bộ anime do Pine Jam sản xuất và Yoneda Kazuhiro làm đạo diễn, Morishita Tadashi biên soạn kịch bản, Kishida Takahiro thiết kế nhân vật và Saito Tsuneyoshi soạn phần nhạc hiệu. Bài hát mở đầu phim là "Hoshi no orchestra" (星のオーケストラ), do nhóm saji thực hiện. Bài hát kết thúc là "Hoshi no tabibito" (星の旅人) trình bày bởi hai diễn viên lồng tiếng Senbongi Sayaka và Hanamori Yumiri. Anime được phát sóng từ ngày 4 tháng 7 đến ngày 26 tháng 9 năm 2021 trên AT-X và các kênh truyền hình khác. Funimation phát sóng bộ anime bên ngoài châu Á.

#### Tập phim
| Số tập | Tựa đề                                               | Đạo diễn         | Biên kịch         | Ngày phát sóng gốc  |
| ------ | ---------------------------------------------------- | ---------------- | ----------------- | ------------------- |
| 01     | "Sakura mai chiru konoshita de" (桜舞い散る木の下で) | Andō Takashi     | Morishita Tadashi | 4 tháng 7 năm 2021  |
| 02     | "Ginkyō o mezasu mono" (坊ちゃんと執事と迷い猫)      | Ogasawara Kazuma | Morishita Tadashi | 11 tháng 7 năm 2021 |
| 03     | "Kuma no nuigurumi" (クマのぬいぐるみ)               | Kawachi Shūhei   | Matsumoto Miyako  | 18 tháng 7 năm 2021 |
| 04     | "Namida no uwagaki" (涙の上書き)                     | Ezoe Hitomi      | Matsumoto Miyako  | 25 tháng 7 năm 2021 |
| 05     | "Erabareshi otome" (選ばれし乙女)                    | Andō Takashi     | Morishita Tadashi | 1 tháng 8 năm 2021  |
| 06     | "Sutā no henrin" (スターの片鱗)                      | Soga Megumi      | Morishita Tadashi | 8 tháng 8 năm 2021  |
| 07     | "Hanamichi to ginkyō" (花道と銀橋)                   | Hayashi Naotaka  | Morishita Tadashi | 15 tháng 8 năm 2021 |
| 08     | "Kaoru no natsu" (薫の夏)                            | Ezoe Hitomi      | Matsumoto Miyako  | 22 tháng 8 năm 2021 |
| 09     | "Futari no jurietto" (ふたりのジュリエット)          | Soga Megumi      | Inosume Shin'ichi | 29 tháng 8 năm 2021 |
| 10     | "Hyaku-nen ni ichido no aki" (百年に一度の秋)        | Soga Megumi      | Inozume Shin'ichi | 5 tháng 9 năm 2021  |
| 11     | "Yonjū bun no yon" (4/40)                            | Andō Takashi     | Morishita Tadashi | 12 tháng 9 năm 2021 |
| 12     | "Kitto dare ka ga" (きっと誰かが)                    | Hiyashi Naotaka  | Morishita Tadashi | 19 tháng 9 năm 2021 |
| 13     | "Kageki Shōjo!!" (かげきしょうじょ!!)                | Hitomi Ezoe      | Morishita Tadashi | 26 tháng 9 năm 2021 |